# ロドリゴ・プリエト
ロドリゴ・プリエト（Rodrigo Prieto, 1965年11月 - ）は、メキシコシティ出身の撮影監督。

## 略歴
1980年代後半からメキシコで撮影監督として活躍していたが、2000年代に入ってからスパイク・リー、カーティス・ハンソン、オリヴァー・ストーン、アン・リー、ペドロ・アルモドバルなど大物監督の作品に参加している。同じくメキシコ出身のアレハンドロ・ゴンサレス・イニャリトゥ監督作品は『アモーレス・ペロス』から『BIUTIFUL ビューティフル』までの作品に参加しており、『ウルフ・オブ・ウォールストリート』以降はマーティン・スコセッシ監督作品にも参加している。『ラスト、コーション』により第64回ヴェネツィア国際映画祭金オゼッラ賞を受賞、アカデミー撮影賞にも4度ノミネートされている。

## 手がけた作品

### 映画
- アモーレス・ペロス Amores perros (1999)
- 8 Mile 8 Mile (2002)
- 25時 25th Hour (2002)
- フリーダ Frida (2002)
- 彼女の恋からわかること Ten Tiny Love Stories (2002)
- 21グラム 21 Grams (2003)
- アレキサンダー Alexander (2004)
- ブロークバック・マウンテン Brokeback Mountain (2005)
- バベル Babel (2006)
- ラスト、コーション Lust, Caution (2007)
- 抱擁のかけら Los abrazos rotos (2009)
- 消されたヘッドライン State of Play (2009)
- BIUTIFUL ビューティフル Biutiful (2010)
- ウォール・ストリート Wall Street: Money Never Sleeps (2010)
- 恋人たちのパレード Water for Elephants (2011)
- アルゴ Argo (2012)
- ウルフ・オブ・ウォールストリート The Wolf of Wall Street (2013)
- ミッション・ワイルド The Homesman (2014)
- 沈黙 -サイレンス- Silence (2016)
- パッセンジャー Passengers (2016)
- アイリッシュマン The Irishman (2019)
- グロリアス 世界を動かした女たち The Glorias (2020)
- キラーズ・オブ・ザ・フラワームーン Killers of the Flower Moon (2023)
- バービー Barbie (2023)

### ミュージック・ビデオ
- ラナ・デル・レイ Blue Jeans (2012)